# 大籽山香圆
大籽山香圆（学名：Turpinia macrosperma）为省沽油科山香圆属的植物。分布于缅甸北部以及中国大陆的云南等地，生长于海拔1,150米至1,400米的地区，多生长于潮湿林中，目前尚未由人工引种栽培。